# ベニ・シスターズ
ベニ・シスターズ（英: THE BENI SISTERS）は日本の女性3人組の歌手。
東京都葛飾区出身の三姉妹、佐久聞早苗（長女）、佐久聞洋子（次女）、佐久聞道子（三女）からなる女性3人組トリオである。

## 解説

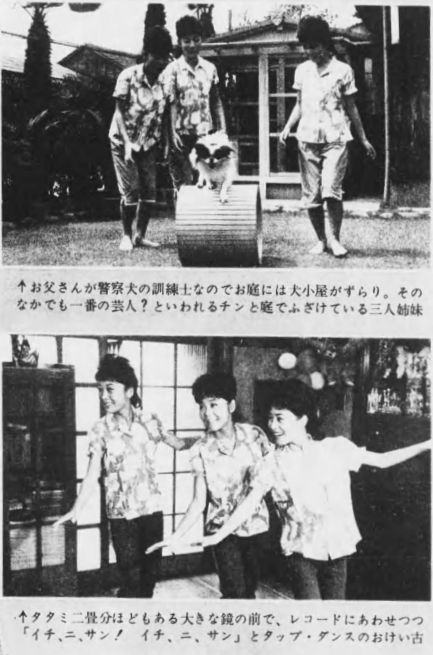
『芸能画報』1962年11月

ジャズ喫茶「新宿ラ・セーヌ」で3人で歌っていたところをスカウトされる。
カバーポップス全盛期の1962年（昭和37年）7月10日、東芝音楽工業からアルバム『ベニ・シスターズ・ヒット・パレード』でレコードデビュー。収録8曲全てカバーポップスであった。
1995年7月25日、東芝に残されていた彼女らの音源23曲を収載したCD『ベニ・シスターズ・ヒット・パレード』がPヴァインより発売された。同CDライナーノーツによれば東芝在籍時のディスコグラフィは以下の通り。
『ミュージック・ライフ』誌1963年2月号掲載「歌手人気ランキング 女性」で2位になっている。
日中3人そろって同じ衣装で活動していたが、夜寝る時も銀座三愛で購入した同じデザインのネグリジェ（ただし色違い）を着て寝ていた。
後にビクターに移籍し1967年2月「佐川ミツオとベニ・シスターズ」の名で「明日に夢を持ちましょう」が発売されている。
1968年、京都信用金庫のCMソングを歌っておりレコード化されている。
1966年に『家族そろって歌合戦』（TBSテレビ）のテーマソング歌唱を担当、1970年頃に寿美花代が出演するテレビ番組にアシスタントとして出演しているが、以降の動静は不明である。
『スーパー写真塾』「ねじめ正一劇場」の一コマに「3人で紅（原文ママ）シスターズというのがいた」というセリフがある。
2024年6月26日NHKラジオ第1放送『ひるのいこい』において「恋のドライブ・イン」（原題: Popsicles and Icicles）が放送された。

## ディスコグラフィ
- 1962年7月：アルバム『ベニ・シスターズ・ヒットパレード』。シングル『トランジスタ・シスター/シャンパン・ツイスト』『あなたを愛して/ハップスバーグ・セレナーデ』
- 1962年9月：シングル『レモンのキッス/ソルジャーボーイ』
- 1962年12月：シングル『ジム・ダンディ/可愛いセニョリータ』
- 1963年3月：シングル『いちごの片想い/チンチン電話』
- 1963年4月：シングル『シンデレラ・ジョーン/すてきなメモリー』
- 1963年7月：シングル『ラッキーリップス/夢見る年頃』
- 1963年9月：シングル『お熱をあげて/キャンド・ライト・キス』
- 1964年6月：シングル『ミスター・マジック・ムーン/恋のドライブ・イン』
  - 他に1962年11月発売のオムニバスLP「若さでクリスマス」に『ウインター・ワンダーランド』が収録。
  - 1963年キャピトル・レコードによりアメリカ国内で発売されたLP『Rockin’Tokyo』に『ジム・ダンディ』と『可愛いセニョリータ』の2曲が収録されている。